# 慕容強
慕容強（?—?），又作慕容彊，五胡十六国時代前燕人物，昌黎郡棘城县人。
354年三月（《十六国春秋·卷27》作354年二月），担任前鋒都督、都督荊徐二州缘淮諸軍事，攻打河南，封西平公。369年十一月，車騎大将軍慕容垂想要从前燕逃亡出去。太傅慕容評上奏皇帝慕容暐，派慕容強率领精騎追赶。到范陽捉拿慕容垂，慕容垂世子慕容令断后，慕容強不敢逼迫。